# 金屋子神
金屋子神（日语：カナヤコノカミ或カナヤゴノカミ）乃日本中國地方的鐵匠所信仰的礦業之神，據傳是金山毘古神及金山毘賣神之女，三神的總稱為金山大明神。

## 概要
《記紀》二書並未記載該神明，根據民間傳說金屋子神原本應播磨國志相郡岩鍋（今兵庫縣宍粟市千草町岩野邊）村人祈雨之求，自高天原而降，教導他們鑄造鐵器。後來祂說：「西方應該有更適合我居住的地方。」遂乘坐白鷺抵達出雲國能義郡黒田奥比田（今島根縣安來市廣瀨町，也就是金屋子神社總本社所在地），暫棲於桂樹上休息，被安倍正重（金屋子神社神職人員之祖）發現，故長田兵部朝日長者建立其神殿，並以桂木作為屋頂之橫木（另有一說金屋子神途中曾拜訪吉備國中山）。金屋子神教導安倍氏關於採鐵砂、製造木炭、製鐵鑄物等技巧，而後者的後代子孫則成為金屋子神社的宮司（神職人員）。
傳說金屋子神之手下曾因踩到麻跌跤而死，故祂討厭麻樹。祂也曾被狗追趕時欲攀附蔦藤逃跑，不料蔦藤斷裂害祂跌落，而遭到狗咬傷，所以祂也很討厭狗和蔦藤。此外祂是女神，可能出於嫉妒之心，因此祂討厭女人。其實鍛冶場所處於高溫高熱，鐵匠不喜歡女性進入而妨礙工作，尤其下工後淨身的浴場更嚴禁女性進入。

## 信仰
在日本，一般將金屋子神視作保佑礦業、鍛造業、金屬加工業等行業的神明。主祭該神祇的神社除了各地的金屋子神社外，另計有下述：
- 金屋子神社（島根縣安來市）：日本全國金屋子神社之總本社。

## 內部連結
- 金山毘古神

## 外部連結
- （日語）金山彦神/金山姫神/金屋子神 （页面存档备份，存于）
- （日語）日立金属：金屋子神 （页面存档备份，存于）